# Miniponorka

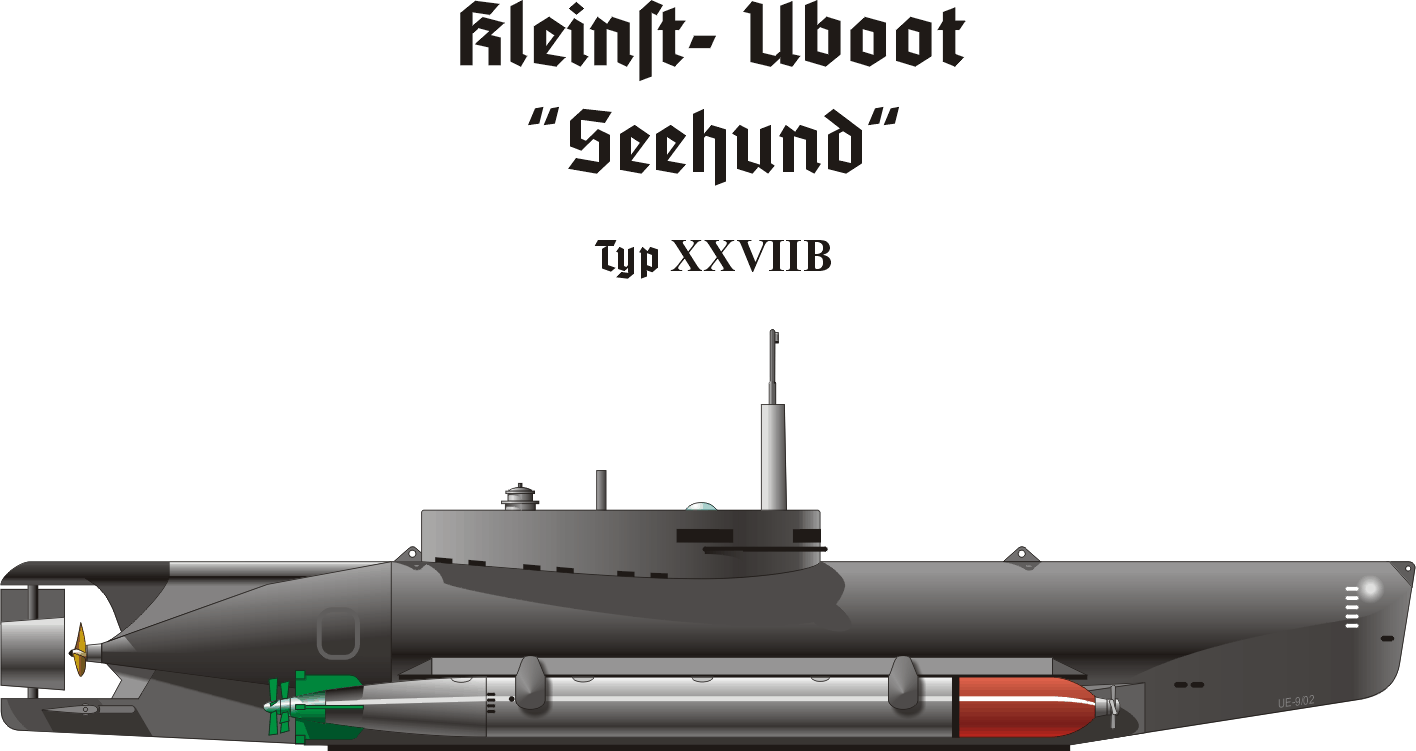
Německá miniponorka typu XXVII B Seehund z konce druhé světové války

Miniponorka je ponorka menších rozměrů (někdy je také nazývaná trpasličí ponorka). Posádku takové miniponorky může tvořit jeden člověk či více lidí, existují i typy zcela bez posádky. Miniponorky mohou plnit specifické úkoly ve vojenské i civilní oblasti dané jejich malými rozměry, které umožňují spuštění a opětovné vyzvednutí miniponorky na palubu mateřského plavidla na otevřeném moři.

## Válečné využití miniponorek
Ve 2. světové válce byly miniponorky používány zejména k sabotážím proti zakotveným lodím, či k operacím v pobřežních vodách. Výzbroj miniponorek pro takové mise tvořilo jedno (např. německý Neger, Molch, Biber) či dvě (německý Seehund, Hecht) torpéda, miny, či přísavné nálože (italská cesta).
Nejpozoruhodnější akce tohoto druhu jsou nájezd italských žabích mužů na Alexandrii z prosince 1941 a útok anglických miniponorek „X“ na nacistickou bitevní loď Tirpitz (září 1943).
Zajímavou epizodou ve vývoji miniponorek představují japonské sebevražedné ponorky typu Kairjú.
V roce 2010 byla potopena jihokorejská korveta Čchonan. Z výsledků vyšetřování vyplynulo, že torpédo bylo vypáleno ze severokorejské miniponorky.
V současnosti se miniponorky ve vojenské oblasti používají například jako záchranná
plavidla, jako například ruská miniponorka AS-34.

## Vědecké využití miniponorek
Vědecké ponorky jsou zpravidla vybaveny mnoha přístroji, jako jsou citlivé kamery, silné světlomety, sonar, zařízení na sběr pevných vzorků a odběr vody, teplotní sondy, magnetometr atd. Příkladem vědeckého využití miniponorky může být ponorka Alvin, která mimo jiné také úspěšně pomocí dálkově řízeného robota Jason Jr. prozkoumala a zdokumentovala vrak Titaniku.

## Ostatní a kuriózní využití miniponorek
V roce 1995 kolumbijská vláda zabavila velmi primitivně vyrobenou miniponorku použitelnou pro pašování kokainu. V roce 2000 byla zabavena další a v roce 2005 byla v přístavu Tumaco v blízkosti Kolumbijské hranice s Ekvádorem zabavena další miniponorka, schopná převážet až 11 tun kokainu, přičemž se díky hydraulickému systému mohla potopit až do hloubky 325 stop (99 m).